# Vourles
Vourles est une commune française située dans le département du Rhône et la région Auvergne-Rhône-Alpes.

## Géographie
Vourles est une commune de la grande banlieue sud-ouest de Lyon.
Elle fait partie de la communauté de communes de la Vallée du Garon, dont le siège se situe à Brignais dans le Parc d'activités de Sacuny.

### Climat
Pour des articles plus généraux, voir Climat d'Auvergne-Rhône-Alpes et Climat du Rhône.
En 2010, le climat de la commune est de type climat du Bassin du Sud-Ouest, selon une étude du Centre national de la recherche scientifique s'appuyant sur une série de données couvrant la période 1971-2000. En 2020, Météo-France publie une typologie des climats de la France métropolitaine dans laquelle la commune est dans une zone de transition entre le climat semi-continental et le climat de montagne et est dans la région climatique Nord-est du Massif Central, caractérisée par une pluviométrie annuelle de 800 à 1 200 mm, bien répartie dans l’année.
Pour la période 1971-2000, la température annuelle moyenne est de 11,6 °C, avec une amplitude thermique annuelle de 17,8 °C. Le cumul annuel moyen de précipitations est de 806 mm, avec 8,6 jours de précipitations en janvier et 6,2 jours en juillet. Pour la période 1991-2020, la température moyenne annuelle observée sur la station météorologique de Météo-France la plus proche, « Saint-Genis-Laval », sur la commune de Saint-Genis-Laval à 4 km à vol d'oiseau, est de 12,8 °C et le cumul annuel moyen de précipitations est de 782,6 mm,. Pour l'avenir, les paramètres climatiques de la commune estimés pour 2050 selon différents scénarios d'émission de gaz à effet de serre sont consultables sur un site dédié publié par Météo-France en novembre 2022.
| Mois                                  | jan.             | fév.             | mars           | avril           | mai             | juin           | jui.           | août           | sep.            | oct.            | nov.            | déc.             | année      |
| ------------------------------------- | ---------------- | ---------------- | -------------- | --------------- | --------------- | -------------- | -------------- | -------------- | --------------- | --------------- | --------------- | ---------------- | ---------- |
| Température minimale moyenne (°C)     | 1                | 1,3              | 4,2            | 6,9             | 10,7            | 14,3           | 16,3           | 16             | 12,4            | 9,2             | 4,6             | 1,7              | 8,2        |
| Température moyenne (°C)              | 3,9              | 5                | 9              | 12,2            | 16              | 20             | 22,3           | 22             | 17,7            | 13,3            | 7,8             | 4,5              | 12,8       |
| Température maximale moyenne (°C)     | 6,9              | 8,7              | 13,7           | 17,4            | 21,4            | 25,7           | 28,2           | 28,1           | 22,9            | 17,3            | 10,9            | 7,3              | 17,4       |
| Record de froid (°C) date du record   | −19,3 17.01.1893 | −18,4 04.02.1917 | −10,6 01.03.05 | −3,8 08.04.03   | −0,3 04.05.1941 | 0,2 10.06.1967 | 5,8 08.07.1954 | 6,5 31.08.1940 | 0 04.09.1917    | −4,7 27.10.1887 | −9,5 28.11.1915 | −17,3 22.12.1938 | −19,3 1893 |
| Record de chaleur (°C) date du record | 19,4 30.01.13    | 22,5 15.02.1958  | 25,7 31.03.21  | 29,7 19.04.1949 | 34,7 24.05.09   | 38,7 22.06.03  | 40,2 31.07.20  | 41,5 13.08.03  | 36,7 05.09.1949 | 29,7 02.10.23   | 22,8 07.11.1955 | 19,2 03.12.1961  | 41,5 2003  |
| Précipitations (mm)                   | 48,1             | 36,7             | 46,5           | 67,7            | 75              | 67,5           | 64,8           | 63,2           | 79,8            | 94,5            | 90,1            | 48,7             | 782,6      |

## Urbanisme

### Typologie
Au 1er janvier 2024, Vourles est catégorisée ceinture urbaine, selon la nouvelle grille communale de densité à sept niveaux définie par l'Insee en 2022.
Elle appartient à l'unité urbaine de Lyon, une agglomération inter-départementale regroupant 123  communes, dont elle est une commune de la banlieue,,. Par ailleurs la commune fait partie de l'aire d'attraction de Lyon, dont elle est une commune de la couronne,. Cette aire, qui regroupe 397 communes, est catégorisée dans les aires de 700 000 habitants ou plus (hors Paris),.

### Occupation des sols
L'occupation des sols de la commune, telle qu'elle ressort de la base de données européenne d’occupation biophysique des sols Corine Land Cover (CLC), est marquée par l'importance des territoires agricoles (49,8 % en 2018), en diminution par rapport à 1990 (65,8 %). La répartition détaillée en 2018 est la suivante : 
cultures permanentes (34,7 %), zones urbanisées (33,8 %), zones industrielles ou commerciales et réseaux de communication (10,9 %), prairies (7,9 %), zones agricoles hétérogènes (7,2 %), forêts (5,4 %). L'évolution de l’occupation des sols de la commune et de ses infrastructures peut être observée sur les différentes représentations cartographiques du territoire : la carte de Cassini (XVIIIe siècle), la carte d'état-major (1820-1866) et les cartes ou photos aériennes de l'IGN pour la période actuelle (1950 à aujourd'hui).

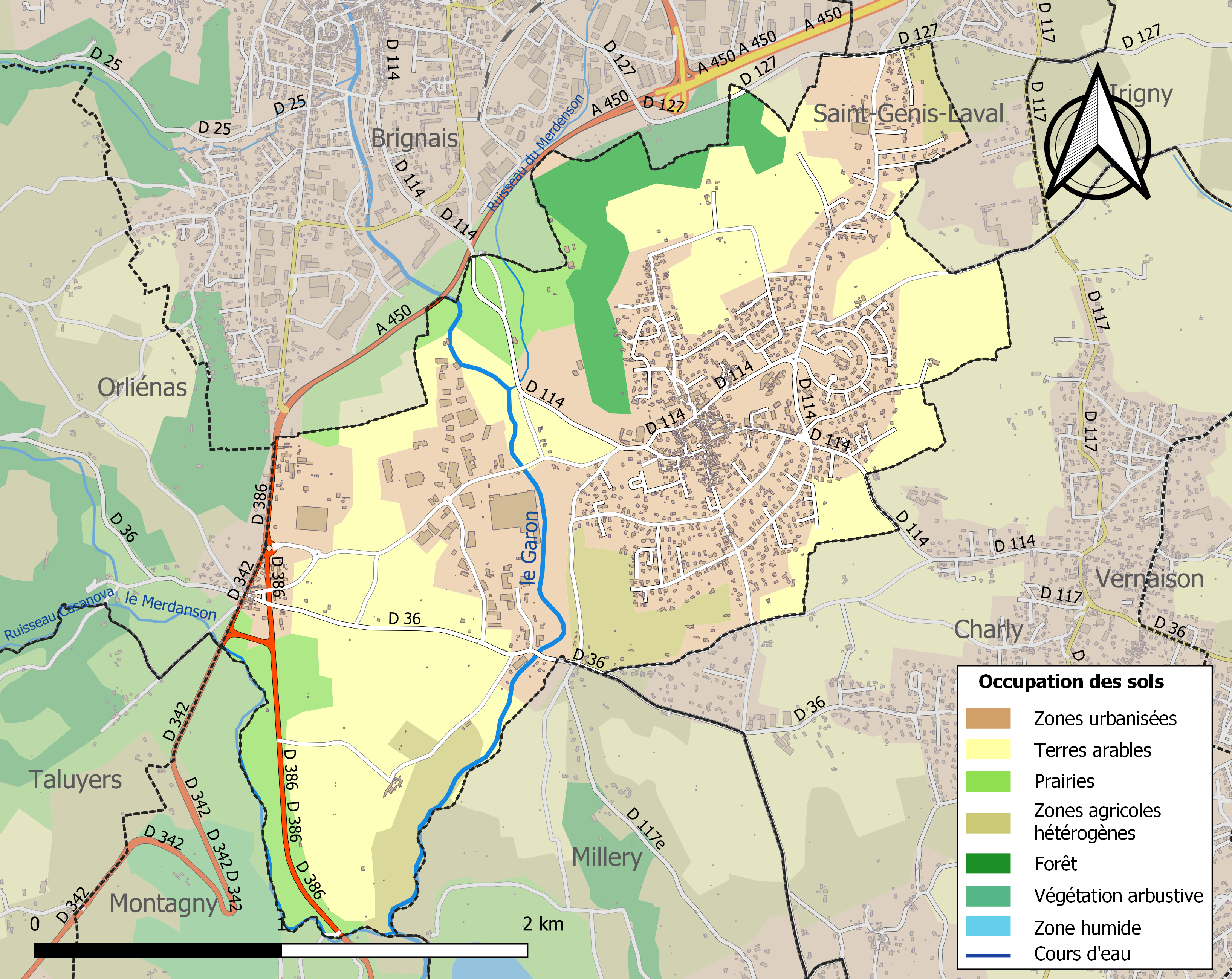
Carte des infrastructures et de l'occupation des sols de la commune en 2018 (CLC).

## Histoire

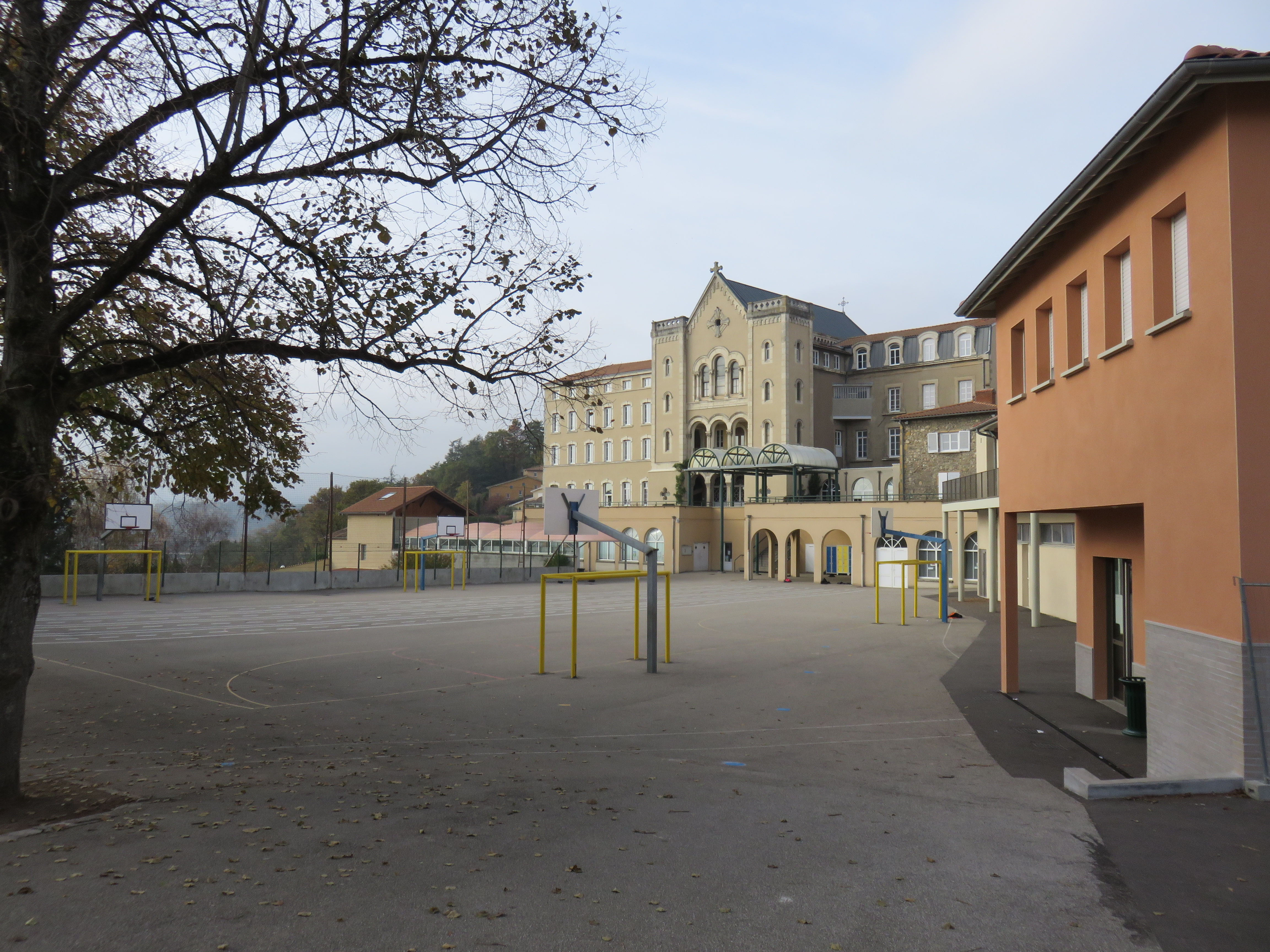
L'institution catholique Louis Querbes

Aucune trace d'occupation n'est attestée pendant la période romaine, tant au niveau archéologique que bibliographique.
Fondé vers l’an 1000, le petit bourg est alors clos par une enceinte et se resserre autour d’un petit château et d’une chapelle.
L’histoire de Vourles à cette époque reste obscure, car si de petits châteaux, tels celui de Montagny, vont asseoir leur puissance, celui de Vourles va rapidement décliner pour ne devenir au XIIIe siècle qu’une simple dépendance d’un seigneur plus puissant, celui de Brignais.
En l’an 1251, le destin de cette seigneurie va prendre un caractère exceptionnel.
En effet, le pape Innocent IV va acheter les châteaux de Brignais, Vourles, Beaunant et autres lieux... pour les offrir au chapitre noble de Saint-Just. Le site est érigé en commune à la fin du XVIIIe siècle. Ce sont les anciens fiefs de la maison forte d'Épeisses, propriété de la famille Parent. Ainsi, jusqu’à la Révolution de 1789, ce territoire est placé sous l’autorité de chanoines, barons de Saint-Just et seigneurs du lieu.
Du XIVe siècle au XVe siècle, le château de Vourles et l’enceinte du village sont démantelés. C’est alors pour Vourles le début d’une certaine extension.
Au cours de la Révolution française, la commune porte provisoirement le nom de Vourles-le-Courageux.
En 1831, Louis Querbes, curé de Vourles (1793-1859), fonde la congrégation des clercs de Saint-Viateur.
Du fait de sa situation géographique et, dit-on, grâce à la « qualité de ses ombrages », Vourles attire de tout temps la bourgeoisie lyonnaise.
De belles propriétés témoignent encore de nos jours de la richesse de ce passé.

### Les lavandières du Garon
Le Garon qui coule paisiblement au pied du village fut, durant plus d’un siècle, un endroit fort animé, lieu de travail des lavandières de Vourles.
À l’époque, faire la lessive n’était pas une mince affaire et demandait tout un cérémonial, depuis l’installation du linge sale mis à tremper dans le cuveau jusqu’au séchage sur les cordes ou sur le pré.
Dans les lavoirs de Vourles, par tous les temps, on faisait la lessive familiale. Des femmes « à la journée » blanchissaient le linge des familles de notables, des artisans travaillaient pour des Lyonnais, notamment pour les bourgeois du quartier de Perrache.
Il faudra attendre les années 1950 pour que les Vourlois aient l’eau courante (le château d’eau date de 1948)... Certes, il y avait de nombreux puits, privatifs, mitoyens ou communautaires mais ils ne fournissaient pas toute l’eau nécessaire au blanchissage. De plus, l’eau des puits, calcaire, ne valait pas l’eau douce de pluie que certains artisans blanchisseurs collectaient dans de grands réservoirs, ni l’eau de la petite rivière arrivant des Monts du Lyonnais.
L’eau du Garon jouissait d’une bonne réputation. Depuis la première moitié du XIXe siècle, le blanchissage était une activité importante de Vourles. Il existait plusieurs lavoirs sur la rive gauche de la petite rivière dont le plus important « les Plattes », construit en 1826, était couvert et possédait une chambre de chaufferie.
L’activité connut son apogée dans le premier tiers du XXe siècle et s’arrêta définitivement dans les années 1950.
Aux Plattes, quelques ruines du lavoir ont été visibles jusque dans les années 1980 puis la végétation a repris possession de la rive. Il ne reste que quelques cartes postales anciennes pour nous souvenir de cette activité vourloise.

### Pendant la Seconde Guerre mondiale
Pendant l'Occupation, le château de la Roche abrite des activités de la Résistance.
Jean Stetten né en 1913, était illustrateur dans le monde de l’édition sous le pseudonyme de Jean Bernard lorsque la guerre éclata. Combattant au 60e régiment d’infanterie, il fut fait prisonnier. Avec huit de ses camarades, ils fomentèrent une évasion en réalisant de faux ordres de mission allemands et réussirent à s'évader.
Jean Stetten accompagné de sa famille rejoignit Lyon, où son oncle, très lié au groupe de résistants lyonnais qui éditaient Témoignage chrétien, possédait une mégisserie. Très rapidement Jean Stetten mit son talent au service de la Résistance. Son oncle estima que sa propriété de Vourles serait un lieu plus discret pour abriter les activités de son neveu.
Aussi s’installa-t-il avec sa jeune femme et leurs enfants au château de la Roche. Le laboratoire s’installa au salon mais celui-ci se révéla trop dangereux. Une cabane sur pilotis  fut alors construite dans la forêt au-dessus de la propriété, sous l'apparence d'une pièce d’agrément, mais dissimulant des caches pour le matériel et les documents. Avec l’aide d’amis imprimeurs, Jean Stetten réunit quelque 650 cachets et réalisa plus de 30 000 cartes d'identité, environ 50 000 cartes d'alimentation et des centaines d'autres tracts et documents en français et en allemand. 
D’éminents membres de la Résistance lyonnaise ont été reçus au château de la Roche.
À Vourles, les résistants ne furent jamais inquiétés, en raison de l’isolement du château, des précautions et des apparences d’une vie familiale les mettant à l’abri des soupçons.
Jean Stetten et son épouse ont été décorés de la Médaille de la Résistance par le général De Gaulle.

## Héraldique
| Blason de Vourles | Blason  | De gueules à une tête de bouc arrachée d'argent accompagnée d'une rose d'or en chef à dextre. |
| Blason de Vourles | Détails | - Le champ de gueules fait référence au lion du même émail qui se trouvait dans les blasons de la famille de Parent, premiers seigneurs de Vourles, qui portait « d’argent à la fasce de sable, au lion issant de gueules », et du Chapitre de Saint-Just, seigneur de Vourles pendant près de cinq siècles, qui portait « d’argent au lion de gueules, à la bordure d’azur semée de besants d’or ». - La tête de bouc évoque le surnom de « bouquin » autrefois donné aux habitants de la commune. - La rose d'or symbolise la donation des terres de la commune au Chapitre de Saint-Just par le pape Innocent IV en 1251. Cette donation aurait en effet été accompagné d'une rose d'or. Le statut officiel du blason reste à déterminer. |

## Politique et administration
| Période                                  | Période                   | Identité                        | Étiquette    | Qualité |
| ---------------------------------------- | ------------------------- | ------------------------------- | ------------ | --- |
| ca. 1829                                 | ?                         | Philippe Magneval               |              | |
| av. 1833                                 | ap. 1833                  | Jacques Pitiot                  |              | |
| Les données manquantes sont à compléter. |                           |                                 |              | |
| 1945                                     | 1959                      | Jean-Baptiste Mermet            |              | |
| avant 1981                               | ?                         | Marc Richard-Vitton (1906-1993) |              | Industriel |
| 1992                                     | mars 2008                 | Pierre Neyroud                  | DVD puis UMP | Maire honoraire Président de la CC de la Vallée du Garon (1997 → 2008) Chevalier de l'Ordre national du Mérite (2006) |
| mars 2008                                | mai 2020                  | Serge Fages (1949- )            | UMP-LR       | Ingénieur retraité, maire honoraire                                                                                   |
| mai 2020                                 | En cours (au 28 mai 2020) | Catherine Staron (1966- )       | DVD          | Directrice de développement 3e vice-présidente de la CC de la Vallée du Garon (2020 → )                               |

## Démographie
L'évolution du nombre d'habitants est connue à travers les recensements de la population effectués dans la commune depuis 1793. Pour les communes de moins de 10 000 habitants, une enquête de recensement portant sur toute la population est réalisée tous les cinq ans, les populations de référence des années intermédiaires étant quant à elles estimées par interpolation ou extrapolation. Pour la commune, le premier recensement exhaustif entrant dans le cadre du nouveau dispositif a été réalisé en 2007.

En 2022, la commune comptait 3 353 habitants, en évolution de −0,65 % par rapport à 2016 (Rhône : +3,93 %, France hors Mayotte : +2,11 %).
| 1793 | 1800 | 1806 | 1821 | 1831 | 1836 | 1841 | 1846 | 1851 |
| ---- | ---- | ---- | ---- | ---- | ---- | ---- | ---- | ---- |
| 910  | 848  | 810  | 854  | 830  | 864  | 815  | 871  | 891  |

| 1856 | 1861  | 1866  | 1872  | 1876 | 1881 | 1886 | 1891 | 1896 |
| ---- | ----- | ----- | ----- | ---- | ---- | ---- | ---- | ---- |
| 961  | 1 075 | 1 147 | 1 051 | 942  | 813  | 866  | 867  | 795  |

| 1901 | 1906 | 1911 | 1921 | 1926 | 1931 | 1936 | 1946 | 1954 |
| ---- | ---- | ---- | ---- | ---- | ---- | ---- | ---- | ---- |
| 780  | 668  | 676  | 634  | 753  | 718  | 687  | 673  | 907  |

| 1962 | 1968  | 1975  | 1982  | 1990  | 1999  | 2006  | 2007  | 2012  |
| ---- | ----- | ----- | ----- | ----- | ----- | ----- | ----- | ----- |
| 982  | 1 171 | 1 505 | 1 514 | 1 844 | 2 743 | 3 007 | 3 045 | 3 129 |

| 2017  | 2022  | - | - | - | - | - | - | - |
| ----- | ----- | - | - | - | - | - | - | - |
| 3 411 | 3 353 | - | - | - | - | - | - | - |

## Lieux et monuments
- Les toiles peintes de la mairie

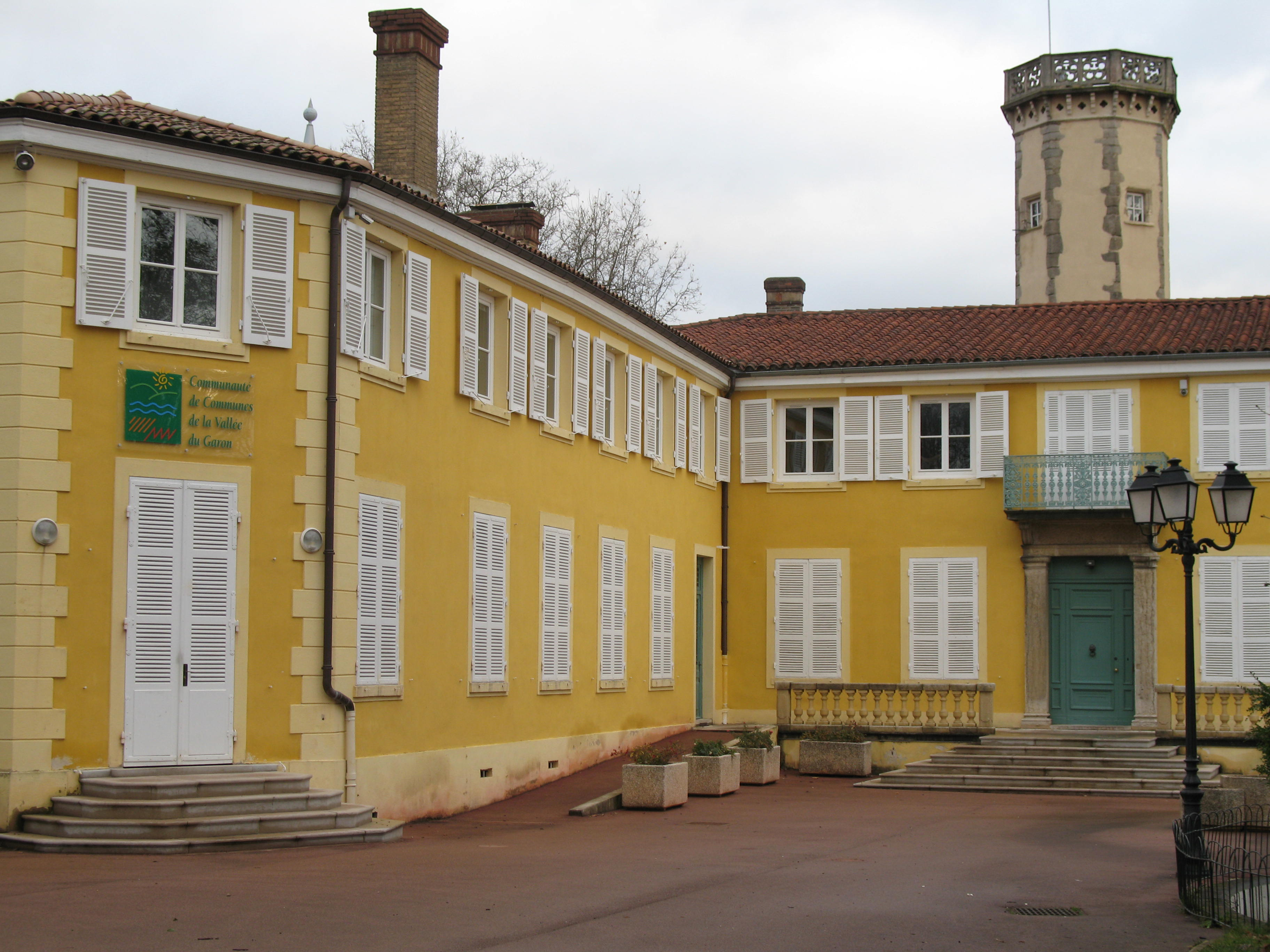
La maison forte de Vourles

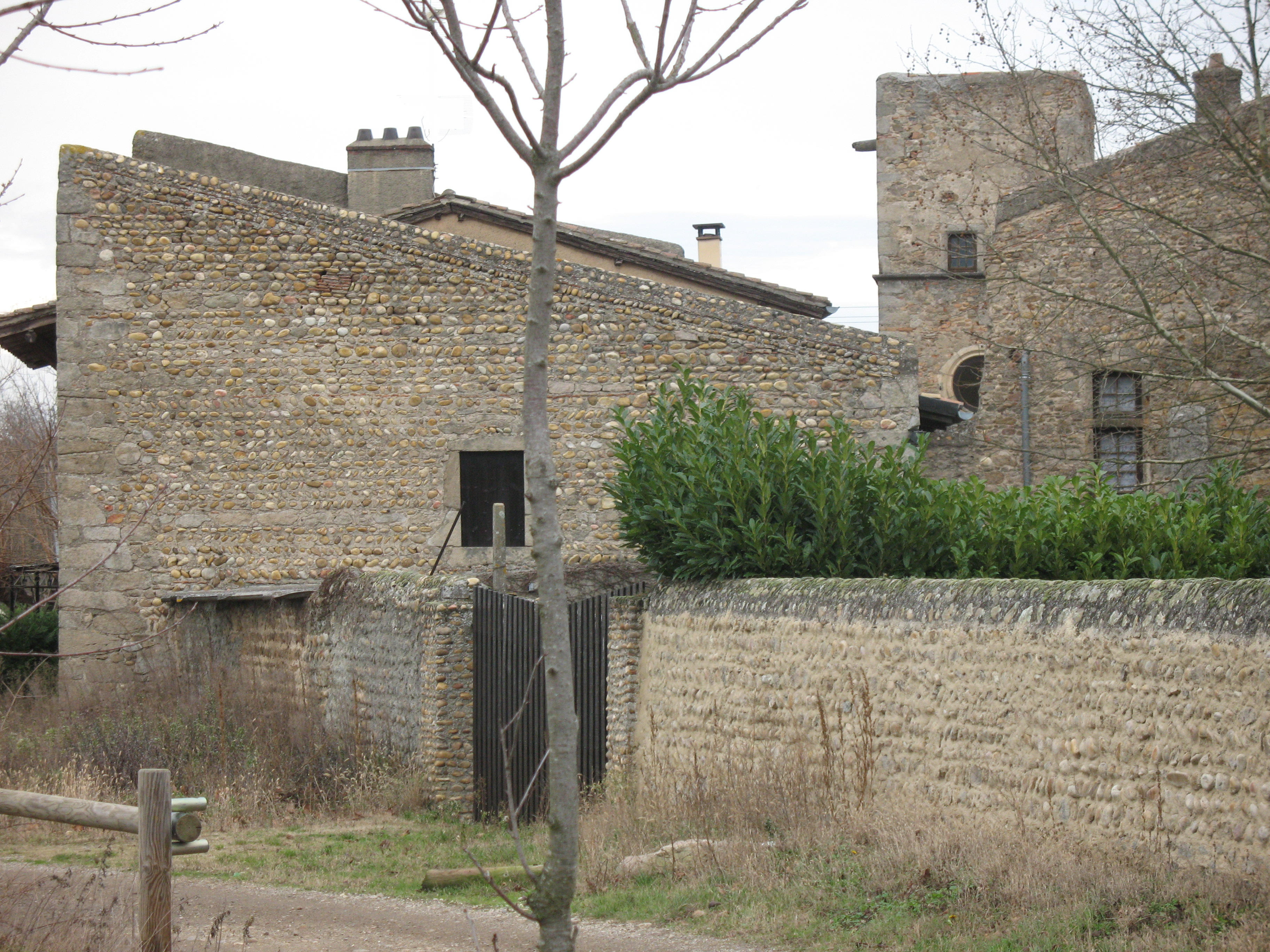
La maison forte d'Épeisses

La salle des mariages présente une collection de toiles murales datant du XVIIIe siècle, peintes en détrempe, sur le thème de Don Quichotte, mais non signées. On peut admirer 41 m2 de décors représentant des scènes drôles de l'œuvre de Cervantès. Elles sont classées monument historique.
- Maison forte

Maison des champs de plusieurs échevins lyonnais, elle est datée du XIIIe siècle puis début XVIe fin XVIIe siècle. Elle bénéficie d’une restauration au XIXe siècle. Située au 2, rue des Vallières, la commune l'a acquise en 1996. Dans la tour nord, inscrite au titre des monuments historiques, on peut observer des fresques classées aux monuments historiques. Celles-ci, restaurées en 2003, représentent différentes figures allégoriques et mythologiques. La salle est ouverte au public sur rendez-vous depuis 2004.
- Les Jacobins (XVIe siècle)

Au 8, rue Grand-Charrière, ce domaine viticole appartenant au XVIIe siècle à la famille Croppet a été ensuite, de 1678 à la Révolution de 1789, la propriété des pères jacobins de l'ordre de Saint Dominique.
- Le musée Louis Querbes

Le père Querbes y installa son premier noviciat en 1838. Situé 3, rue Louis Querbes, le musée retrace la vie du fondateur des clercs de Saint-Viateur.
- Le collège Louis Querbes

Construit à partir de 1860, par la congrégation de clercs de Saint-Viateur, fondée par le père Louis Querbes, curé à Vourles.
- Le château de la Roche (XVIIIe et XIXe siècles)

Girard Desargues, fondateur de la géométrie projective reçut en sa maison des champs quelques-uns des plus grands esprits de son temps, notamment Pascal et Descartes.
- Église Saint-Bonnet (XIXe siècle)

L'église paroissiale abrite des vitraux de Baron, Mauvernay et Dufêtre. Ses grandes orgues à douze jeux réels et la statue de la vierge attribuée au sculpteur Fabisch sont remarquables.
- Maison forte d'Épeisses (porte et tour) (XVIe siècle)

Ancienne maison forte datant du XIe siècle, elle sert d'abord d'hôpital avant de devenir le siège d'une seigneurie au XIVe siècle. Un de ses propriétaires fut Jacques Faye, président du Parlement de Paris sous Henri III. À présent, cette maison forte a été divisée en plusieurs habitations.
- La croix Sigaud

Située rue Louis-Vernay, elle fut érigée par les habitants de Vourles le 10 avril 1994.
- La fresque des Vourlois

Située place de la Résistance, à côté de l'église Saint-Bonnet, la fresque a été réalisée par la cité de la création en 2006. Elle évoque la mémoire et les personnages du passé de la commune.

### Vourles dans la littérature
Vourles est cité dans le poème d’Aragon, Le conscrit des cent villages, écrit comme acte de Résistance intellectuelle de manière clandestine au printemps 1943, pendant la Seconde Guerre mondiale.

## Personnalités liées à la commune
- Girard Desargues (1593-1661) Grand mathématicien français du XVIIe siècle, il posera les fondements de la géométrie projective. Ami de Descartes, il eut également Blaise Pascal comme disciple. Conseiller de Richelieu, ce géomètre de génie est aussi musicien et architecte (il est l'auteur du fameux grand escalier de l'Hôtel de Ville de Lyon). Propriétaire du domaine de la Roche, à Vourles, il y reçoit les plus grands esprits de son temps et y travaille loin de l'agitation lyonnaise et parisienne.
- Antoine Duclaux (1783-1868) Peintre paysagiste et animalier de l'École lyonnaise, il a résidé à Vourles de 1830 à 1850. Lors de ses séjours dans sa maison de campagne (l'actuelle propriété Lestra), il a gravé, dessiné et peint des paysages du village et de ses environs. Ses œuvres figurent au palais Saint-Pierre, au musée d'histoire de Lyon, au musée Napoléon d'Arenenberg en Suisse ainsi qu'à l'université La Salle de Philadelphie.
- Le père Louis Querbes (1793-1859) : Curé de la paroisse de Vourles pendant 37 ans, il fonda les clercs de Saint-Viateur en 1831, congrégation religieuse chargée de l'enseignement et de l'éducation des jeunes (catéchèse et liturgie). Elle compte un millier de membres répartis en 13 pays ; sa direction générale se trouve à Rome.
- Charles-Joseph Chambet (1792-1867) : écrivain français.

## Jumelage
Arquà Polesine (Italie).